# 基色蟌属
基色蟌属（学名：Archineura）也称赤基色蟌属，是珈蟌科下的一个属。

## 下属物种
本属包括以下物种：
- 霜基色蟌 Archineura hetaerinoides Fraser, 1933
- 赤基丽色蟌 Archineura incarnata Karsch, 1891
- 大基色蟌 Archineura maxima